# Joventut de la Faràndula
La Joventut de la Faràndula és un grup de teatre amateur de Sabadell, al Vallès Occidental, fundat el 1947 a Sabadell per membres de la Congregació Mariana i components del grup teatral La Faràndula. L'any 1956 es va edificar i posar en marxar el Teatre Municipal La Faràndula de Sabadell amb subscripció popular, i fou convertit en teatre municipal el 1972. Interpreta Els Pastorets des de la seva fundació.

## Història
El 23 de novembre del mateix 1947, la Joventut de la Faràndula aixecava el teló per primer cop al Teatro Alcázar i duia a terme la seva primera temporada teatral. Entre d'altres, s'estrenaren obres com Els Pastorets, La Ventafocs, Les aventures d’en Massagran i Nit de Reis.
Uns quants anys més tard, el 1956, es va construir i es va posar en marxa el Teatre La Faràndula de Sabadell amb una subscripció popular, i posteriorment, l’any 1972, ateses les dificultats de l’entitat per mantenir-lo i explotar-lo degudament, fou convertit en teatre municipal.
Des de la seva creació, el teatre infantil va esdevenir l’activitat dominant. Prova d’això és que durant més de setanta anys de vida ininterrompuda s'ha mantingut una programació estable de teatre infantil a la ciutat. A més, durant dinou anys, entre 1951 i 1970, es va organitzar el concurs anual d’obres teatrals d’espectacle per a infants amb la intenció de nodrir de nous textos el repertori de l’entitat.
Paral·lelament, al llarg de la seva història l’entitat també ha organitzat per als seus membres cursos de formació teatral, els quals es mantenen de forma estable des de l’any 1979, en què es va fundar el Taller de Teatre Infantil (per a nens i nenes de 6 a 13 anys), complementat des de 1993 amb l’Aula Jove de Teatre (per a joves de 14 a 17 anys) i amb el Laboratori Teatral per a adults (a partir de 18 anys).
Els Pastorets, en la versió de Josep M. Folch i Torres, és potser l’obra més emblemàtica de l’entitat sabadellenca des de la seva fundació. Cada any, gairebé cent actors i vint tècnics fan possible aquest espectacle de Nadal que cuida fins a l’últim detall de l’escenografia, del vestuari, de la interpretació i de la promoció, elements, tots ells, que han fet de la peça un motiu d’orgull per a tota la família farandulera. En aquest afany de maximitzar la qualitat d’Els Pastorets, els membres més petits de l’entitat tenen l'oportunitat, des de fa alguns anys, de participar-hi de prop en la seva versió infantil.
El 1987 l'entitat va celebrar 40 anys de vida.